# I'm Happy
I'm Happy é o primeiro extended play a solo da cantora portuguesa Ana Malhoa, lançado a abril de 1992. É a reedição do EP Estamos Unidos Para Sempre sem a participação do pai.

## Faixas
| N.º | Título                     | Compositor(es) | Duração |  |
| 1.  | "I'm Happy"                | José Malhoa    | 2:27    |  |
| 2.  | "O Maior Amor Do Mundo"    | José Malhoa    | 5:33    |  |
| 3.  | "Rap Da Escola"            | José Malhoa    | 2:46    |  |
| 4.  | "O Amanhã Melhor"          | José Malhoa    | 3:56    |  |
| 5.  | "Eu Sei Lá"                | José Malhoa    | 3:53    |  |
| 6.  | "Não Me Mintas Cara Linda" | José Malhoa    | 3:25    |  |
| 7.  | "Xico-Zé"                  | José Malhoa    | 4:27    |  |
| 8.  | "Aprender A Perdoar"       | José Malhoa    | 3:20    |  |
| 9.  | "Levar A Vida A Cantar"    | José Malhoa    | 3:06    |  |
| 10. | "Cantando E Dançando"      | José Malhoa    | 3:23    |  |
| 11. | "Somos Felizes Os Dois"    | José Malhoa    | 3:04    |  |
| 12. | "Ai, Ai, Ai"               | José Malhoa    | 3:16    |  |

## Vendas e certificações
| País / Certificadora | Certificação | Vendas |
| -------------------- | ------------ | ------ |
| Portugal AFP         | Ouro         | 21.000 |